# Dolzago
Dolzago (lombardul: Dulzàgh) település Olaszországban, Lombardia régióban, Lecco megyében. Lakosainak száma 2545 fő (2023. január 1.). Dolzago Barzago, Castello di Brianza, Colle Brianza, Ello, Oggiono és Sirone községekkel határos.

## Népesség
A település lakossága az elmúlt években az alábbi módon változott:
| Lakosok száma | 2499 | 2515 | 2545 |
|               | 2017 | 2018 | 2023 |